# Apogon limenus
Apogon limenus är en fiskart som beskrevs av Randall och Hoese, 1988. Apogon limenus ingår i släktet Apogon och familjen Apogonidae. Inga underarter finns listade i Catalogue of Life.

## Bildgalleri

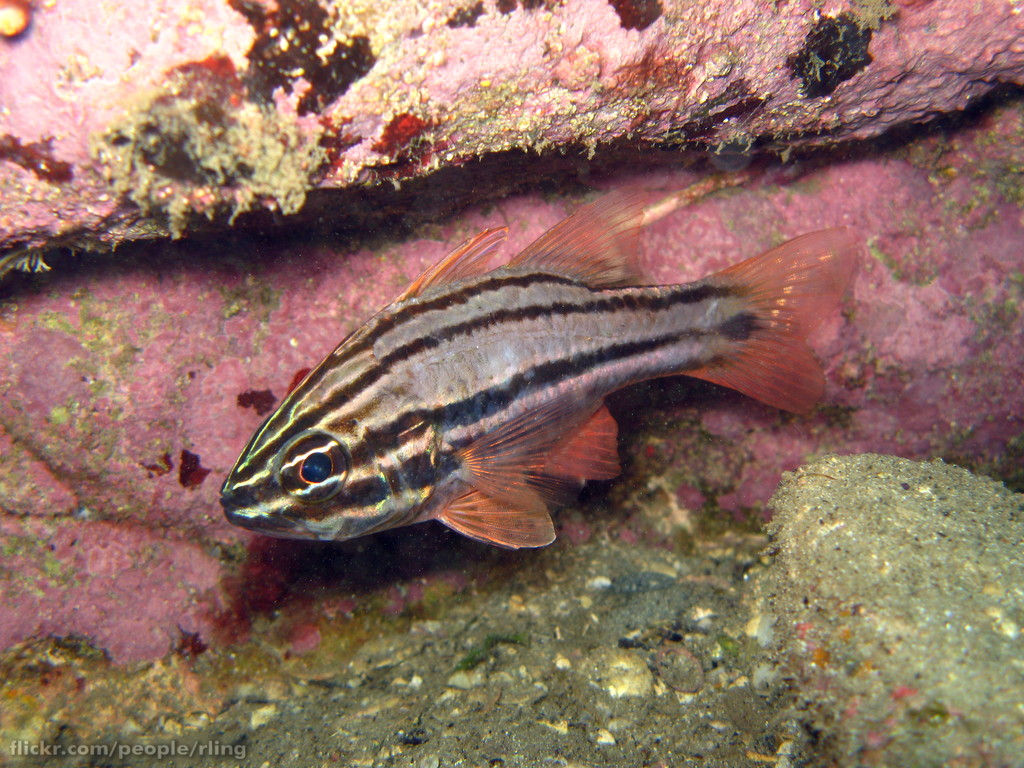